# ニコ・モンターニョ
ニコ・モンターニョ（Nicco Montaño、1988年12月16日 - ）は、アメリカ合衆国の女性総合格闘家。アリゾナ州アパッチ郡ルカチュカイ出身。ジャクソン・ウィンクMMA所属。元UFC世界女子フライ級王者。

## 来歴
ナバホ族とチカソー族のアメリカ先住民族とヒスパニックの血を引く家系に生まれる。ボクシングトレーナーだった父親の影響で、幼少期からボクシングのレッスンを受けた。その後ブラジリアン柔術を始め、2013年から総合格闘技のトレーニングを積んだ。
2015年にKing of the Cageでプロデビューすると、翌年には女子フライ級（-57kg）王座を獲得した。

### The Ultimate Fighter
2017年8月、リアリティ番組「The Ultimate Fighter」のシーズン26に参加し、ジャスティン・ゲイジーがコーチを務める「チーム・ゲイジー」に所属。事前に付けられたランキングは16人中14位と下馬評は高くなかったが、初代UFC世界女子フライ級王座を懸けたトーナメントの1回戦で元UFCファイターのローレン・マーフィーを3-0の判定で破ると、準々決勝でモンタナ・スチュワート、準決勝でバーブ・ホンチャクをいずれも判定勝利で下し、決勝進出を果たした。

### UFC
2017年12月1日、The Ultimate Fighter 26 FinaleのUFC世界女子フライ級王座決定戦でロクサン・モダフェリと対戦。3-0の判定勝ちを収め、初代王座獲得に成功した。ファイト・オブ・ザ・ナイトを受賞した。
2018年9月8日、UFC 228の世界女子フライ級タイトルマッチで挑戦者のヴァレンティーナ・シェフチェンコと対戦予定だったが、試合前日の計量前にモンターニョが減量の影響で腎不全を起こし、病院に搬送されたためキャンセルされた。モンターニョは怪我や病気を理由に防衛戦のキャンセルを繰り返していたこともあり、同大会の公開計量終了後、世界女子フライ級王座を剥奪された。
2019年4月23日、全米アンチドーピング機関（USADA）が前年の10月25日に実施した抜き打ち検査でオスタリンの陽性反応が出たため、半年間の出場停止処分を下されていたことが公表された。
2019年7月13日、バンタム級転向初戦となったUFC Fight Night: de Randamie vs. Laddでジュリアナ・ペーニャと対戦し、0-3の判定負け。
ペーニャ戦以降、体重超過や怪我による試合のキャンセルが6回以上重なり、2021年8月3日にUFCからリリースされた。

## 戦績

### プロ総合格闘技
| 総合格闘技 戦績 | 総合格闘技 戦績 | 総合格闘技 戦績 | 総合格闘技 戦績 | 総合格闘技 戦績 | 総合格闘技 戦績 | 総合格闘技 戦績 |
| --------------- | --------------- | --------------- | --------------- | --------------- | --------------- | --------------- |
| 7 試合          | (T)KO           | 一本            | 判定            | その他          | 引き分け        | 無効試合        |
| 4 勝            | 2               | 0               | 2               | 0               | 0               | 0               |
| 3 敗            | 0               | 0               | 3               | 0               | 0               | 0               |

| 勝敗 | 対戦相手                 | 試合結果                  | 大会名                                                           | 開催年月日     |
| ×    | ジュリアナ・ペーニャ     | 5分3R終了 判定0-3         | UFC Fight Night: de Randamie vs. Ladd                            | 2019年7月13日  |
| ○    | ロクサン・モダフェリ     | 5分5R終了 判定3-0         | The Ultimate Fighter 26 Finale 【UFC世界女子フライ級王座決定戦】 | 2017年12月1日  |
| ×    | ジュリア・アヴィラ       | 5分5R終了 判定0-3         | HD MMA 7: Avila vs. Montaño 【HD MMA女子バンタム級王座決定戦】   | 2017年1月7日   |
| ○    | ジェイミー・ミラノフスキ | 4R 4:34 TKO（パンチ連打） | KOTC: Social Disorder 【KOTC女子ジュニアフライ級王座決定戦】     | 2016年10月8日  |
| ○    | シェイナ・ドブソン       | 5分3R終了 判定3-0         | KOTC: Will Power                                                 | 2016年8月13日  |
| ×    | パム・ソレンソン         | 5分3R終了 判定1-2         | KOTC: Frozen War                                                 | 2016年2月20日  |
| ○    | ステイシー・シガーラ     | 1R 4:15 TKO（パンチ連打） | KOTC: Evolution                                                  | 2015年11月20日 |

### 総合格闘技エキシビション
| 勝敗 | 対戦相手               | 試合結果          | 大会名                                     | 開催年月日    |
| ○    | バーブ・ホンチャック   | 5分3R終了 判定3-0 | The Ultimate Fighter: A New World Champion | 2017年8月18日 |
| ○    | モンタナ・スチュワート | 5分2R終了 判定3-0 | The Ultimate Fighter: A New World Champion | 2017年8月11日 |
| ○    | ローレン・マーフィー   | 5分2R終了 判定3-0 | The Ultimate Fighter: A New World Champion | 2017年7月27日 |

## 獲得タイトル
- FTW女子バンタム級王座（2015年）
- KOTC女子ジュニアフライ級王座（2016年）
- The Ultimate Fighter 26 女子フライ級トーナメント 優勝（2017年）
- 初代UFC世界女子フライ級王座（2017年）

## 表彰
- ブラジリアン柔術 紫帯
- UFC ファイト・オブ・ザ・ナイト（1回）